# Pas son genre
Pas son genre is een Frans-Belgische film uit 2014, geschreven en geregisseerd door Lucas Belvaux en is gebaseerd op het gelijknamige boek van Philippe Vilain. De film ging in première op 23 april 2014 op het COLCOA Film Festival in Los Angeles.

## Verhaal
Clément, een jonge professor in de  Duitse filosofie wordt voor een jaar van Parijs naar Arras gezonden. Hij ontmoet Jennifer, een knappe alleenstaande moeder die werkt in een kapsalon en ze worden verliefd op elkaar. De vraag is of hun relatie kan standhouden door de culturele en sociale kloof tussen hen.

## Rolverdeling
| Acteur             | Personage               |
| ------------------ | ----------------------- |
| Émilie Dequenne    | Jennifer                |
| Loïc Corbery       | Clément Le Guern        |
| Sandra Nkake       | Cathy                   |
| Charlotte Talpaert | Nolwenn                 |
| Anne Coesens       | Hélène Pasquier-Legrand |
| Daniela Bisconti   | Madame Bortolin         |
| Didier Sandre      | Clément’s vader         |
| Martine Chevallier | Clément’s moeder        |
| Florian Thiriet    | Johan Bortolin          |
| Annelise Hesme     | Isabelle                |
| Amira Casar        | Marie                   |
| Tom Burgeat        | Dylan                   |
| Kamel Zidouri      | Antoine                 |

## Prijzen & nominaties
| jaar | prijs                       | categorie                  | genomineerde(n)             | uitslag                             |
| ---- | --------------------------- | -------------------------- | --------------------------- | ----------------------------------- |
| 2014 | Festival du film de Cabourg | Swann d'Or - Beste film    | Swann d'Or - Beste film     | Gewonnen                            |
| 2014 | Festival du film de Cabourg | Swann d'Or - Beste acteur  | Loïc Corbery                | Gewonnen                            |
| 2014 | Festival du film de Cabourg | Swann d'Or - Beste actrice | Emilie Dequenne             | Gewonnen                            |
| 2015 | Prix Lumières               | Beste film                 | Beste film                  | Prijsuitreiking op 2 februari 2015  |
| 2015 | Prix Lumières               | Beste regisseur            | Lucas Belvaux               | Prijsuitreiking op 2 februari 2015  |
| 2015 | Prix Lumières               | Beste actrice              | Emilie Dequenne             | Prijsuitreiking op 2 februari 2015  |
| 2015 | Magritte du cinéma          | Beste film                 | Beste film                  | Prijsuitreiking op 7 februari 2015  |
| 2015 | Magritte du cinéma          | Beste regisseur            | Lucas Belvaux               | Prijsuitreiking op 7 februari 2015  |
| 2015 | Magritte du cinéma          | Beste scenario             | Lucas Belvaux               | Prijsuitreiking op 7 februari 2015  |
| 2015 | Magritte du cinéma          | Beste actrice              | Émilie Dequenne             | Prijsuitreiking op 7 februari 2015  |
| 2015 | Magritte du cinéma          | Best actrice in een bijrol | Anne Coesens                | Prijsuitreiking op 7 februari 2015  |
| 2015 | Magritte du cinéma          | Beste geluid               | Henri Morelle en Luc Thomas | Prijsuitreiking op 7 februari 2015  |
| 2015 | Magritte du cinéma          | Beste filmmuziek           | Frédéric Vercheval          | Prijsuitreiking op 7 februari 2015  |
| 2015 | Magritte du cinéma          | Beste montage              | Ludo Troch                  | Prijsuitreiking op 7 februari 2015  |
| 2015 | César                       | Beste actrice              | Emilie Dequenne             | Prijsuitreiking op 20 februari 2015 |
| 2015 | César                       | Beste bewerkt script       | Lucas Belvaux               | Prijsuitreiking op 20 februari 2015 |